# Noël Brûlart de Sillery
Noël Brûlart (ou Br u lart  ) de Sillery (1577–1640) foi um diplomata francês que, ao renunciar ao mundo e receber ordens sagradas, providenciou com sua fortuna o estabelecimento de uma missão na Nova França.
Filho mais novo de Lord Pierre Brûlart de Berni e Dame Marie Cauchon de Sillery, Noel foi batizado em homenagem ao dia de seu nascimento, 25 de dezembro de 1577. Juntou-se à ordem religioso-militar dos Cavaleiros de Malta desde muito jovem e distinguiu-se pelo serviço prestado naquela ilha.
Em 1607, durante a licença, foi apresentado ao tribunal em Paris. Em 1614 foi nomeado embaixador na corte espanhola e em 1622 em Roma. Foi em Roma que ele teve pela primeira vez a ideia de renunciar aos bens mundanos e ingressar no sacerdócio.
Ele retornou a Paris em 1624, onde viveu uma vida de luxo que, por todas as honras e riquezas que desfrutou, não o satisfez. Em 1626, movido pelas palavras de São Vicente de Paulo, ele prometeu reformar sua vida, dedicando sua considerável energia, talento e fortuna à tarefa de ajudar os outros. Ele começou a doar seu dinheiro em apoio a uma ampla variedade de fundações e causas de caridade.
Em 1632, ele começou a se preparar seriamente para as ordens sagradas e se desfez de sua propriedade palaciana em Paris. Ele solicitou com sucesso ao Papa a dispensa especial necessária para que um Cavaleiro de Malta deixasse a ordem e se tornasse padre.
Em 1632, deu doze mil libras para financiar a fundação de uma missão na Nova França (Canadá), que viria a se chamar Sillery, em memória de sua generosidade. Ele se tornou sacerdote em 1634. A missão, na época chamada Missão São José, foi construída em 1638.
A antiga cidade de Sillery, Québec, foi batizada em sua homenagem. Localizada a oeste da velha cidade de Quebec, Sillery estava entre os muitos municípios remotos amalgamados em uma cidade expandida de Quebec em 1 ° de janeiro de 2002. Seu antigo território agora faz parte do bairro de Sainte-Foy – Sillery – Cap-Rouge. O nome Sillery ainda é usado localmente para o pitoresco bairro.

Um monumento a Noël Brulart de Sillery, consistindo de um pedestal e busto, fica na Avenida Chanoine-Morel próximo ao Centro Comunitário em sua homenagem. Erguido em 1956, o monumento foi criado pelo artista René Thibault, a partir de um conceito do arquiteto Édouard Fiset.